# Gigaset Communications
Gigaset AG, antes conhecida como Siemens Home and Office Communication Devices (uma empresa filiada 100% da Siemens AG), é uma empresa alemã multinacional fundada em 1 de outubro de 2008 com sede em Munique. Atualmente pertence à sociedade de participação financeira alemã Arques Industries (80,2%). Os restantes 19,8% são mantidos pela Siemens AG.
A sua maior atuação está em aparelhos eletrônicos para uso residencial e em escritórios, como telefones com e sem fio, telefones IP (VoIP) e produtos de dados como modems DSL, roteadores sem fio e gateways, e receptores de TV digital set-top boxes.

## História
A Gigaset Communications foi estabelecida no dia 1 de outubro de 2008, quando a Arques Industries, uma empresa de capital privado adquiriu 80.2% de participação na Siemens Home and Office Communication Devices GmbH & Co. kg (SHC) da Siemens AG.

## Produtos e Serviços
A Gigaset cria diversos produtos para uso residencial e em pequenos escritórios:
- Telefones com fio: A companhia vende telefones sem fio com a marca "euroset".
- Telefones sem fio: Especialista na tecnologia DECT, a Gigaset oferece uma grande variedade de telefones sem fio (900Mhz, 2.4Ghz and DECT), e telefones ISDN.
- Telefones VoIP: Uma grande variedade de telefones VoIP (DECT) estão disponíveis. Alguns modelos oferecem chamadas gratuitas através da rede SIP chamada gigaset.net.
- Produtos de banda larga: A Gigaset fabrica modems ADSL modems, gateways residenciais, roteadores sem fio WLAN, pontos de acesso e acessórios sem fio. Antes da marca Gigaset, a empresa fabricava estes produtos com a marca SpeedStream, como por exemplo o obsoleto modem 4200.
- Home Media: A Gigaset oferece diversas conversores de TV digital, divididas em três categorias: Receptores de TV por Satelite, Receptores de TV Terrestre e Receptores de TV a cabo.
- Software para Gerenciamento de Redes: A Gigaset criou o NetGuru, uma plataforma de software que ajuda o usuário a configurar e gerenciar redes residenciais. A ferramenta é focada em operadoras e provedores, mas também pode ser usada pelo consumidor final.
- WiMAX: A Gigaset também fabrica modems WiMAX. A linha de produtos varia desde WiMAX express cards para novos notebooks como o SE68, até gateways completos de WiMAX com wi-fi integrado e portas FXS para VoIP, como o SX682. A Gigaset trabalha com os padrões 802.16d e 802.16e.

### Gigaset.net
Gigaset.net é um serviço de telefonia gratuita oferecida pela companhia a clientes que adquirem certos modelos de telefones VoIP. Os usuários podem criar um apelido no telefone, fazer buscas por outros amigos e chamar gratuitamente outros usuários do serviço. O único requisito é que o cliente tenha uma conexão banda-larga.
Além disso, a rede Gigaset.net oferece outros serviços gratuitos como a assinatura de RSS e outros serviços chamados de Info Service. Os serviços básicos incluem previsão do tempo e horóscopo, que são mostrados correndo debaixo do display dos monofones. Os usuários podem adicionar assinaturas RSS feeds personalizadas, e ver a informação na tela do telefone. Recentemente, a companhia oferece monitoramento de leilões no e-Bay.

### ECO Dect
A Gigaset criou a tecnologia ECO DECT, onde a transmissão de ondas de rádio são desligadas quando o monofone está carregando na base, e onde existe uma redução no consumo de energia de até 60% com o uso de fontes de alimentação inteligentes.
ECO DECT consiste de duas coisas:
- Redução no consumo elétrico através do uso de fontes "switched-mode" (PSU).
- Redução na potência de transmissão. Isto é feito de duas maneiras. Primeiro, a potência de transmissão é reduzida de acordo com a distância entre o monofone e a base. Segundo, a transmissão é desligada quando o monofone está na base recarregando.

O logo "green home" é usado para mostrar que os produtos são ecologicamente corretos. A companhia criou uma campanha de marketing com o slogan "Make a little difference" (Faça uma pequena diferença).

### Voz em alta-performance
A Gigaset criou a High Sound Performance (HSP), ou voz em alta performance para oferecer melhor qualidade de voz quando comparado à qualidade de linhas analógicas comuns. Muitos dos telefones mais novos já oferecem esta tecnologia.

### Voz em alta-definição
A voz em alta definição, ou High Definition Sound Performance (HDSP) possibilita uma qualidade de som ainda maior que a HSP. Usuários de linhas analógicas comuns não podem diferenciar a qualidade, pois esta qualidade somente funciona na telefonia VoIP utilizando o codec G.722.[carece de fontes?]  Logo, é necessário uma conexão banda-larga e a qualidade está limitada aos telefones VoIP da companhia, como por exemplo o A580IP. A tecnologia HDSP utiliza o code G.722 wideband audio (ou HD audio) para prover a voz em alta-definição.

### CAT-iq
A Gigaset integra a tecnologia CAT-iq em diversos telefones VoIP e todos os telefones que suportam HDSP também são compatíveis com CAT-iq.